# Galerucella ozeana
Galerucella ozeana là một loài bọ cánh cứng trong họ Chrysomelidae. Loài này được Nakane miêu tả khoa học năm 1963.